# ラトビア関係記事の一覧
ラトビア関係記事の一覧（ラトビアかんけいきじのいちらん）
- ラトビア出身の人物についてはラトビア人の一覧を参照

## 英記号
- .lv（国別コードトップレベルドメイン）
- ICAO空港コードの一覧/E#EV - ラトビア（空港コード）
- KHL（コンチネンタル・ホッケー・リーグ） - ラトビアも参加しているプロアイスホッケーリーグ
- VEF I-16 - ラトビアで20世紀前半に試作された戦闘機
- 2006年アイスホッケー世界選手権 - ラトビアで開催
- 1937年バスケットボール欧州選手権 - ラトビアで開催
- 2009年バスケットボール女子欧州選手権 - ラトビアで開催

## あ行
- アウセクリス - ラトビアで信仰された金星の神
- アリーナ・リガ - 競技施設
- イェルガヴァ - 都市
- イスコラト - 1917年から1918年にかけてラトビアに設置されていた評議会
- イルベ海峡
- エア・バルティック - 航空会社
- 欧州連合 - ラトビアは2004年に欧州連合加盟国となる
- オリンピックのラトビア選手団

## か行
- ガウヤ川
- 神よ、あなたの大地は燃えている! - ラトビア語で歌われるカンタータ
- 北大西洋条約機構 - ラトビアが2004年に加盟
- グートゥマニャ洞穴
- クルディーガ - 町
- クレメラータ・バルティカ - 室内オーケストラ
- クールラント - ラトビア西部地方の古い名称
- クールラント・ゼムガレン公国 - 16世紀半ばから18世紀末までラトビア南部が加盟
- 夏至祭#ラトビア
- ケグムス水力発電所

## さ行
- サウレ - ラトビアと隣国リトアニアで信仰された太陽の女神
- サエイマ - ラトビアの議会
- ザチュサラ島
- 自由の記念碑 (リガ)
- シュトルーヴェの測地弧 - ラトビアを含む複数の国にまたがる世界遺産
- スィグルダ - 都市
- スコント・スタディオン - スタジアム
- 聖ペテロ教会 (リガ)
- 2014年ソチオリンピックのラトビア選手団
- ソビエト連邦

## た行
- ダウガヴァ川
- テッラ・マリアナ - 13世紀から16世紀半ばまでラトビアから隣国エストニアにかけて存在していた国家
- トゥクムス空港

## な行
- ノヴス - ラトビアの国技とされるスポーツ

## は行
- バトル・オブ・リガ - 映画作品
- バレーボールラトビア男子代表
- バルト海
- バルト三国 - ラトビア・リトアニア・エストニア
- バルト帝国 - 17世紀初頭から18世紀初頭までラトビアを支配
- バルト人
- バルト・ドイツ人
- バルト・フィン諸語
- ヴィドゼメ（地方）
- プロイセン
- 2008年北京オリンピックのラトビア選手団
- ベルヴィル・ランデブー - 映画作品
- ヴェンタ滝
- ヴェンツピルス国際空港
- 北方戦争 - 17世紀に起こった、スウェーデン領リヴォニアなどを巡る戦争

## や行
- ユーロビジョン・ソング・コンテスト2003 - ラトビアで開催

## ら行
- ラッツ - 通貨単位
- ラトガリア語 - 方言
- ラトビア海軍艦艇一覧
- ラトビア銀行
- ラトビア語
- ラトビア国軍
- ラトビア国立歌劇場
- ラトビア社会主義ソビエト共和国 - 1918年から1920年にかけて存在した国家
- ラトビア人
  - ラトビア人の一覧
- ラトビア・ソビエト社会主義共和国 -1940年から1991年にかけて存在した国家
  - ラトビア・ソビエト社会主義共和国の国旗
- ラトビアに幸いあれ - ラトビアの国歌
- ラトビアのイスラム教
- ラトビア農民連合 - 政党
- ラトビアの映画
- ラトビアの空港の一覧
- ラトビアの国歌 ⇒ ラトビアに幸いあれ
- ラトビアの国旗
- ラトビアの政党
  - ラトビア社会党（ラトビア語版、ロシア語版）
- ラトビアの世界遺産
- ラトビアの地方行政区画
- ラトビアの都市の一覧
- ラトビアのユーロ硬貨
- ラトビアのユーロビジョン・ソング・コンテスト
- ラトビアフィギュアスケート選手権
- ラヨン - 行政区画
- リエパーヤ国際空港
- リェルヴァーデ空軍基地
- リガ - 首都
- リガ国際空港
- リガ自動車博物館
- リーガ城
- リガ水力発電所
- リガ大聖堂
- リガラジオ&テレビタワー
- リガ湾
- リーヴ人 - ラトビアのクルゼメ半島や隣国エストニアに住む少数民族
- リヴォニア - ラトビアの東北部から隣国エストニアにかけての地域
- リヴォニア語
- リヴォニア帯剣騎士団 - 13世紀前半に存在しラトビアの支配を進める
  - 上記がドイツ騎士団に吸収されリヴォニア騎士団となる
- ロシア帝国 - 18世紀から20世紀初期までラトビアを支配
- 2012年ロンドンオリンピックのラトビア選手団